# Pm1
Pm1 – polskie oznaczenie na PKP niemieckiego parowozu pospiesznego. Oznaczenie to nosiła na PKP jedna lokomotywa Pm1-1, do 1951 roku, kiedy to została włączona do serii Pm2. Według starszych źródeł, był to parowóz niemieckiej serii 01. Według jednak nowszych publikacji, był to niemiecki parowóz serii 03 (w Polsce oznaczonej jako Pm2), numer 03 027, błędnie zaklasyfikowany początkowo jako odrębna seria Pm1, a w 1951 roku przemianowany zgodnie z prawidłową serią na Pm2-35 (drugi parowóz o tym numerze), wycofany 11 grudnia 1972.